# 鴨子向前衝
鴨子向前衝（又譯：福星鴨小子、鴨鴨闖天關、鴨鴨歷險記，Alfred J. Kwak、日：小さなアヒルの大きな愛の物語 あひるのクワック），是由荷蘭（Omroepvereniging VARA）、德國（Telescreen）、日本（東京電視台）共同製作並於1989年播放的動畫節目。全 52 話，該系列已播出在許多國家，並翻譯為荷蘭語、法語、日語、希臘語、英語、意大利語、西班牙語、希伯來語、阿拉伯語、匈牙利語、芬蘭語、塞爾維亞語、波蘭語、德語、瑞典語、丹麥語、冰島語、漢語、捷克語、韓語和挪威語。
該劇探討了許多政治問題，如種族主義、君主制度、南北問題等。

## 情節
一隻叫阿福雷特的小鴨子和他的鼴鼠爸爸相依為命的故事。阿福雷特平時愛打報不平，喜歡冒險、行俠仗義，因為愛出風頭而又經常闖禍，但他每次都從中學到一些道理、知識，站起來後又積極地面對人生。他有一個同學，叫魯道夫的烏鴉，是反面角色，從小與阿福雷特為敵，長大後成立了一個烏鴉黨，像希特勒一樣，獨栽統治，後來被阿福雷特推翻了。
此動畫涉及了許多值得注意的政治題材。阿福雷特打架反對法西斯獨裁者，發生在一個國家的難民逃離種族隔離（與白鵝和黑鴨子），反對狩獵鯨魚，並監督自己的國家從絕對君主制到君主立憲政體的轉換並且具有民選總統。這樣的題材內容遠離典型的兒童動畫片。

## 登場人物
- 阿福雷特‧約德卡斯‧古渥古

此動畫的男主角，是一隻鴨子。因為原居住地土地被徵收改建成遊樂園而被迫搬家，爾後父母及兄弟姊妹出了一場車禍讓車給撞死，之後與他的養父漢可居住在一起，整天圍著紅圍巾。
- 道魯夫

阿福雷特的死對頭。希特勒的寫照。從一個單純調皮的學童逐步發展成一個無情的獨裁者、軍火商、魯莽的政治家以及整體的犯罪。母親是畫眉鳥，父親則是烏鴉。而他的母親很早就去世了，而他的父親因酗酒而忽略他。道魯夫也可以被看作，以表達自己的仇恨和貧窮的自我形象意識。因為對於自己的血統感到厭惡，所以經常用鞋油塗黑橙色喙來掩飾自己的真實身分。當阿福雷特偶然知道了這事，他不明白為什麼道魯夫總是很羞愧，勸他放棄掩飾這個秘密，告訴別人。然而道魯夫是害怕他的朋友會取笑他，並讓阿福雷特發誓他將永遠不會告訴任何人。
- 漢可

漢可是一隻鼴鼠。阿福雷特父親的好朋友，在阿福雷特的家人死後，將他扶養長大。
- 溫妮

溫妮是阿福雷特的女朋友，是隻黑鴨，在荷蘭語版本，她說南非口音荷蘭語，在第27集與阿福雷特相遇，他與他的家人是從祖國脫逃出來的難民，他的祖國被白鵝接管。

## 目錄
- 1. アルフレッド誕生（阿福雷特誕生）
- 2. 初めてのバースデー（第一次生日）
- 3. 王冠のルビー （王冠的紅寶石）
- 4. 父さんはハンク （父親漢庫）
- 5. ドルフの秘密 （道魯夫的秘密）
- 6. レースの行方 （比賽結果）
- 7. 船乗りアルフレッド（船員阿福雷特）
- 8. マストをあげて （揚起風帆）
- 9. ふしぎなボトル （奇怪的瓶子）
- 10. 魔法のジュータン （魔法飛毯）
- 11. 面白サーカスピエロ（馬戲團的小丑）
- 12. チェスの女王夢冒険（夢中冒險）
- 13. ぬすまれた女王の冠（失竊的王冠）
- 14. ノコギリザメを探せ（尋找鋸齒鯊）
- 15. 嵐の海とたたかう! （大戰怒海）
- 16. クジラ探しの大航海（尋找鯨魚）
- 17. 宇宙からのお友達（宇宙來的朋友）
- 18. 夜空に南十字星輝く（夜空中閃爍的南極星）
- 19. 海はみんなのもの（海是大家的）
- 20. クワック砂漠に行く（沙漠之旅）
- 21. 王様に貸した金貨（借給國王的錢）
- 22. 大金持ドルフの野望（大富翁道魯夫的野心）
- 23. カラス黨から逃げろ（逃出虎口）
- 24. 皇帝になったドルフ（道魯夫皇帝）
- 25. 空飛ぶ金貨大作戦（空中金幣大戰）
- 26. 心やさしい雪男 （善良的雪人）
- 27. 君の瞳にひとめぼれ（一見鍾情）
- 28. 王様のおくりもの（國王的禮物）
- 29. アトリケへ船は進む（駛向阿德里可的船）
- 30. 南海の小島はカメ（南海小島是烏龜）
- 31. 不思議な海底旅行（奇異的海底旅行）
- 32. 海の中のガラス玉（海中的玻璃球）
- 33. 西部劇はもういやだ（西部劇的故事）
- 34. 古代王朝の薬を探せ（尋找古代王朝的藥）
- 35. 迷路のピラミッド（迷失在金字塔中）
- 36. ピアノなんか大嫌い（最討厭鋼琴）
- 37. 王子様からの招待狀（王子的邀請函）
- 38. 國境を越えた愛（超越國境的愛）
- 39. 魔女のプロポーズ（魔女的求愛）
- 40. ぬすまれた設計図（被盜的設計圖）
- 41. 火山島!謎の大噴火（火山島！奇異的大噴發）
- 42. 怪獣ドラゴンを救え（救出怪獸龍）
- 43. 王様の新しい國造り（國王的新國策）
- 44. ドルフの危険な賭け（道魯夫的危險賭注）
- 45. 謎の病原菌大発生（神奇的病原菌出現）
- 46. 月のピエロを探せ（尋找月亮上的皮耶羅）
- 47. 魔法のヴァイオリン（小提琴的魔力）
- 48. ゴルフがビジネス? （打高爾夫球是工作嗎）
- 49. 美しき虹を求めて（尋找美麗的彩虹）
- 50. 黃金の壺を捜し出せ（找回失去的金壺）
- 51. 綠の自然を守れるか（能保住綠色的自然嗎）
- 52. ドルフ最後の闘い（道魯夫的最後掙扎）

## 主題曲

### 荷語版
- Spetter Pieter Pater
  - Herman van Veen (OP)
- Ik ben vandaag zo vrolijk
  - Ryan van den Akker 與 Herman van Veen (ED)

Alfred J. Kwak is one of the first cartoon series in the Netherlands to feature an (almost) all-star cast. Actress Ryan van den Akker is Alfred and Herman van Veen is Professor Paljas (an alternate phrase for fool, clown).

### 德語版
- So fröhlich, So fröhlich
  - Herman van Veen (OP)
- Warum bin ich so fröhlich
  - Ryan van den Akker and Herman van Veen (ED)

### 日語版
- 約束だよ
  - 林原めぐみ (OP)
- Happy Happy ~ Alfred's Walk (ハッピー・ハッピー)
  - 林原めぐみ (ED)

### 英語版
- Never keep a good Duck down
  - Performed by Alan Carr, Russell Shaw (OP)
- Alfred Song
  - Performed by Alan Carr (ED)

### 丹麥語版
- Sprøjte, pjatte, plaske
  - Lasse Lunderskov (OP)
- I dag er jeg så lyk'lig
  - Performed by Vibeke Dueholm and Lasse Lunderskov (OP)

## 外部連結
- Harald Siepermann's blog （页面存档备份，存于）
- Alfred Jodocus Kwak blog （页面存档备份，存于）